# Mutantes comunistas del espacio exterior
Communist Mutants from Space (Mutantes comunistas del espacio exterior) es un videojuego propagandístico creado en 1982 por Starpath (anteriormente conocido como Arcadia) para la consola Atari 2600 y el accesorio Starpath Supercharger.

## Trama
Alienígenas del planeta comunista de Rooskee invaden planetas democráticos y convierten a sus habitantes en mutantes comunistas. La Criatura Madre (Mother Creature en inglés), un alienígena extraño que ha enloquecido debido al consumo de vodka radioactivo, controla estos ejércitos de mutantes comunistas.

## Jugabilidad
Communist Mutants from Space es el típico matamarcianos ochentero inspirado en Space Invaders. El jugador empieza con tres cañones de reserva. El objetivo es destruir a los alienígenas mutantes, y, sobre todo, a la Criatura Madre. Los mutantes nacen de unos huevos que se mueven por la parte superior de la pantalla. Como la Criatura Madre pone más huevos cuando estos se rompen para crear nuevos alienígenas o son destruidos, debe ser destruida para que el jugador pueda avanzar a la siguiente fase. Si un mutante o una bomba arrojada por un mutante entra en contacto con el cañón, éste será destruido y tendrá que ser sustituido por uno de los cañones de reserva. El jugador obtiene nuevos cañones de forma periódica.

### Menú
El menú ofrece varias opciones de juego, por ejemplo, el jugador puede activar o desactivar la opción «escudo» (shield). Si está activada, el jugador puede pulsar la palanca de juego hacia abajo para ser invencible durante un corto periodo de tiempo, aunque sólo se dispone de un escudo por nivel. Otras opciones son la «discontinuidad temporal» (time warp), que permite al jugador pulsar arriba para disminuir la velocidad de los enemigos; el «fuego penetrador» (penetrating fire) para que un solo disparo pueda alcanzar a un mutante, atravesarlo y alcanzar a otro; y el «fuego guiado» (guided fire), que permite que el disparo sea guiado por la palanca de juego en vez de ir en línea recta.
El menú también ofrece la opción de jugar varios jugadores, hasta cuatro. Los jugadores 1 y 3 comparten la primera palanca de juego, mientras que los jugadores 2 y 4 comparten la segunda.

## Huevo de Pascua
Communist Mutants from Space se lanzó en una época en la que era muy raro que se reconociera el trabajo de los programadores. Siguiendo la tradición de Adventure, Steven H. Landrum, el programador del proyecto, escondió un huevo de Pascua en el juego, de forma que, al mantener pulsados el botón de disparo y el interruptor de encendido de la Atari 2600, la palabra «HI» de la pantalla de máximas puntuaciones es sustituida por «SHL», las iniciales del nombre de Landrum.